# حسلة
الحَسَلة أو النَوَوِيَّة (بالإنجليزية: Drupe)‏ هي ثمرة بسيطة تتكون من جزء خارجي يوجد بداخله نواة صلبة. يكون الغلاف الثمري الخارجي جلدي والوسطي لحمي أو ليفي والداخلي صلب ويوجد بداخل الثمرة بذرة واحدة وعادة ذات قصرة غشائية رقيقة كما في ثمار أشجار النبق والزنزلخت والمخيط والبامبوزيا. من الأمثلة الأخرى على هذا النوع من الثمار ثمار جنس البرقوق (الذي يضم الدراق والخوخ والمشمش والكرز) إضافة إلى ثمرة الزيتون والمانغو والتمر.

رسم توضيحي يظهر حسلة دراق موضحًا أجزاء الثمرة.

يُطلق على كل فرد في الثمرة المُجمَّعة التي تتكون من حسلات صغيرة فردية مثل التوت اسم حُسَيْلة وتتجمع الحُسيلات معاً لتشكل ثمرة مجمعة.
يُطلق تعبير حَسَلِيّة على الثمرة التي لها بنية ونسيج الحسلة، ولكنها لا تتناسب تماماً مع تعريف الحسلة.

## معرض صور

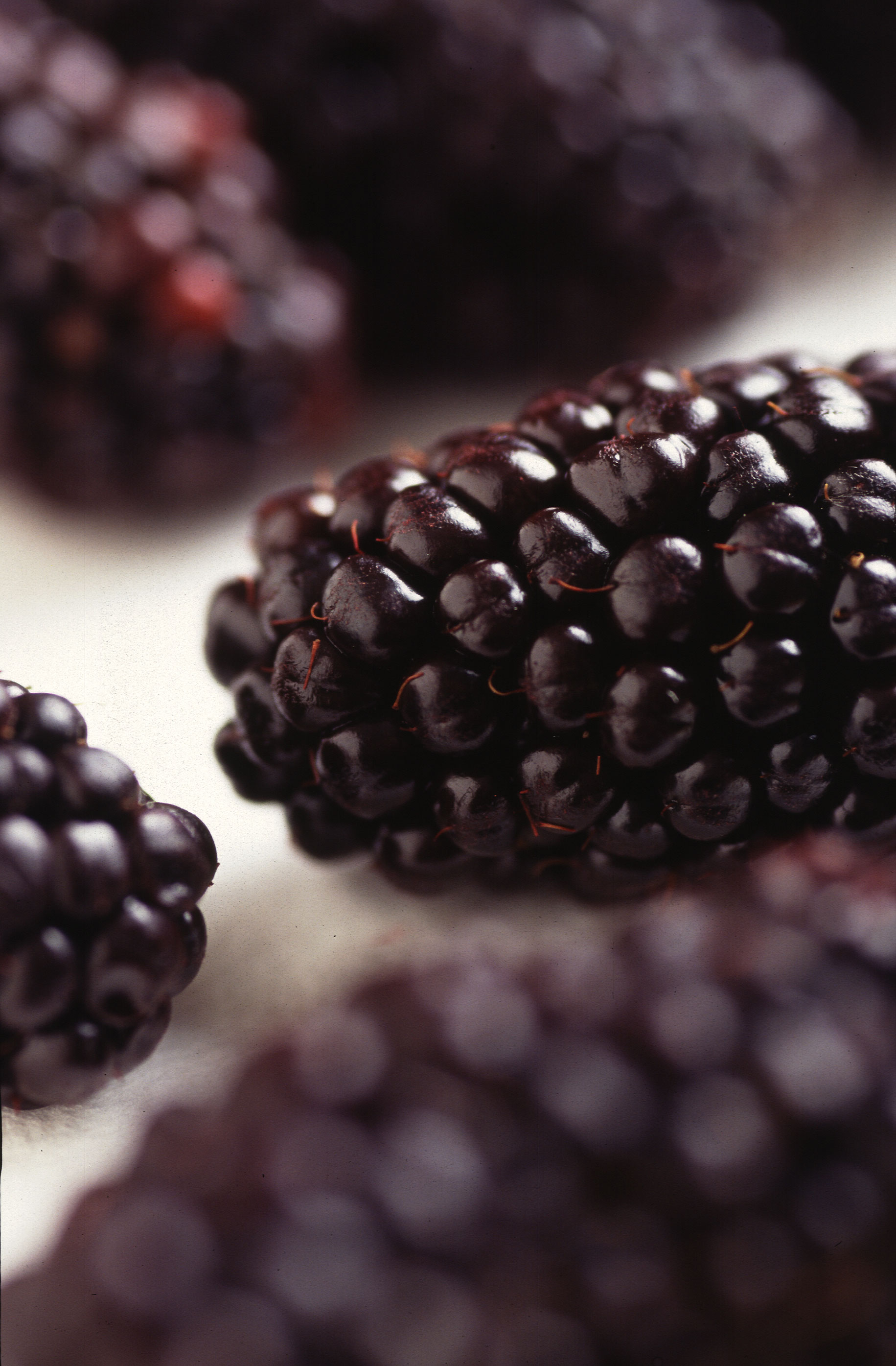
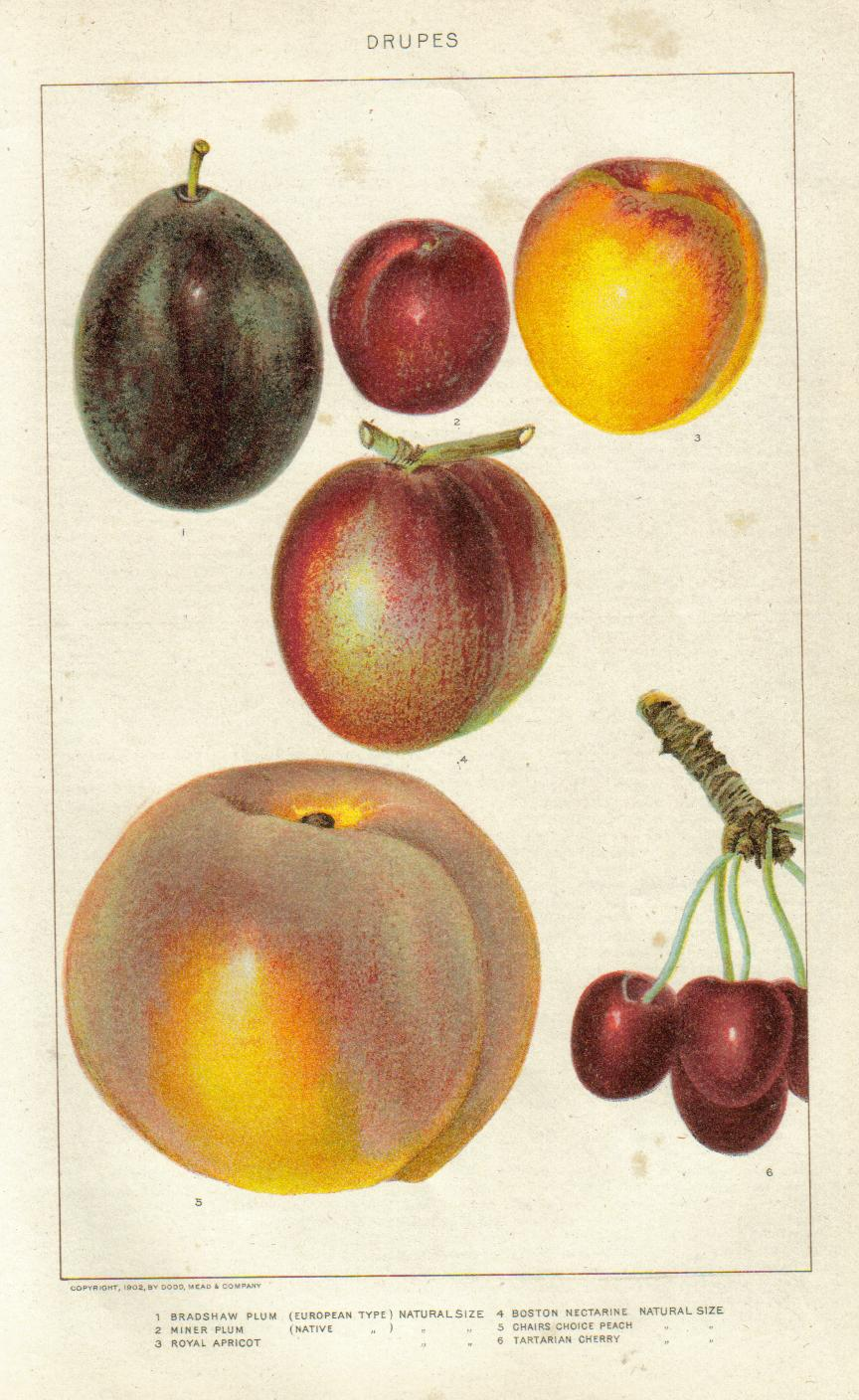
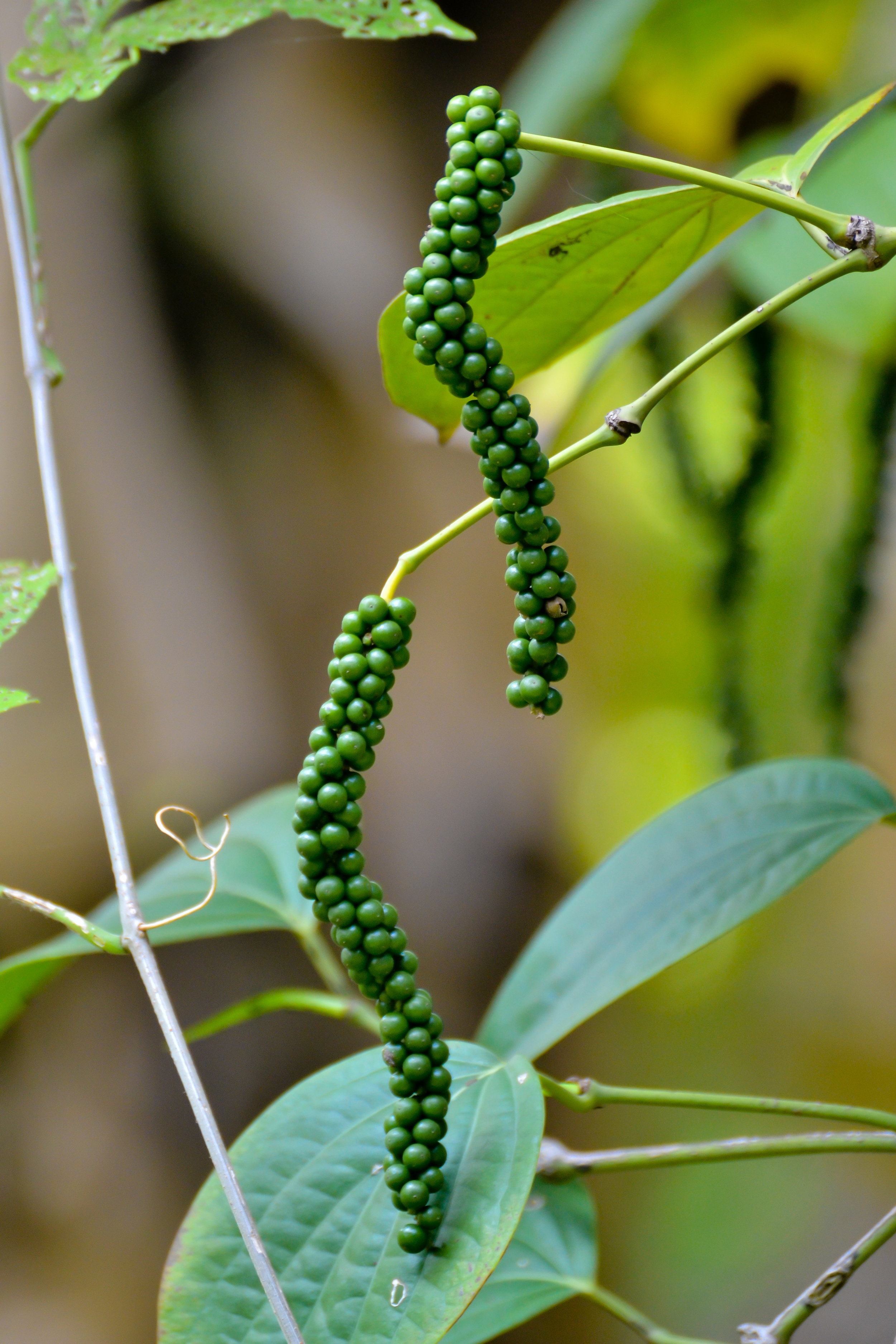
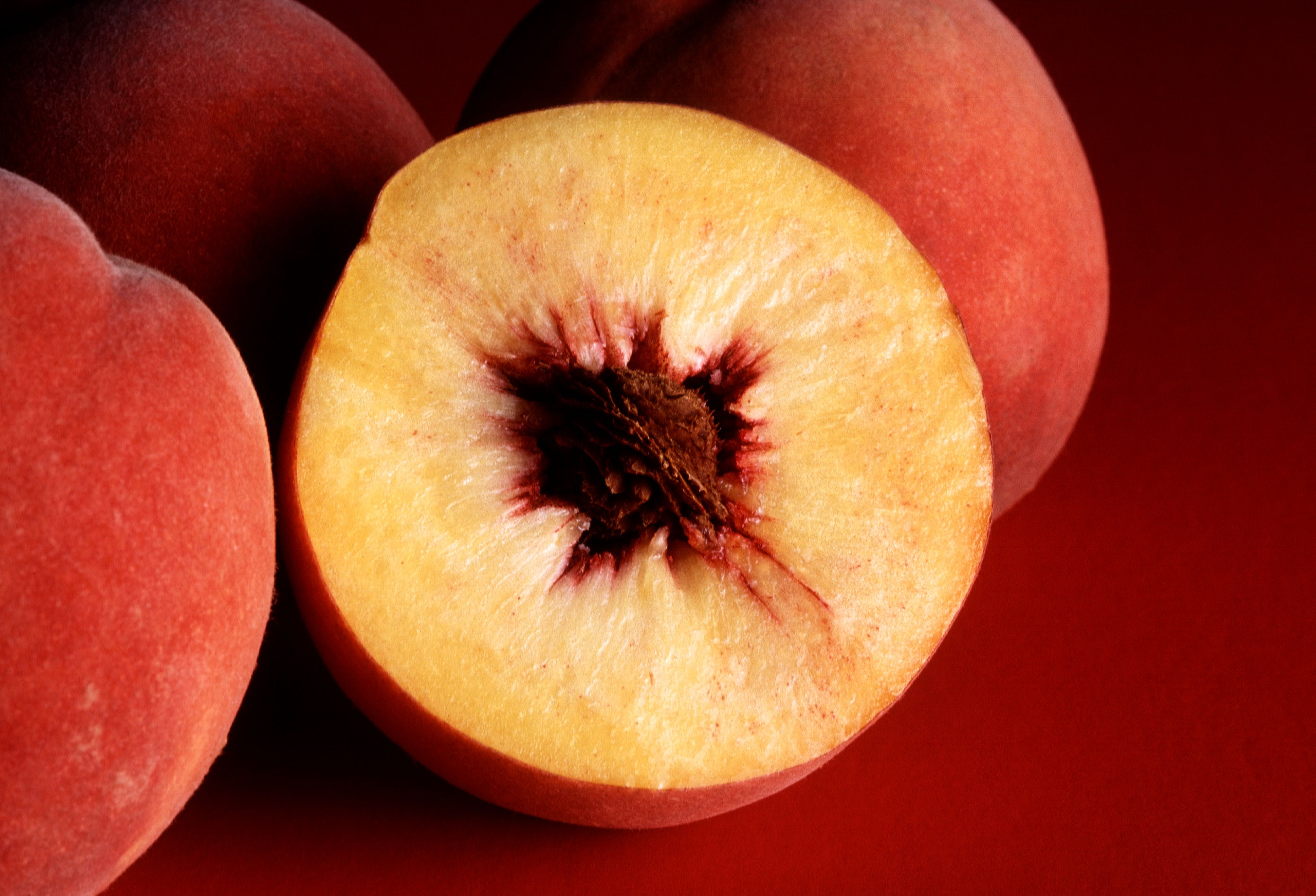